# Mittleres Horqin-Banner des Rechten Flügels

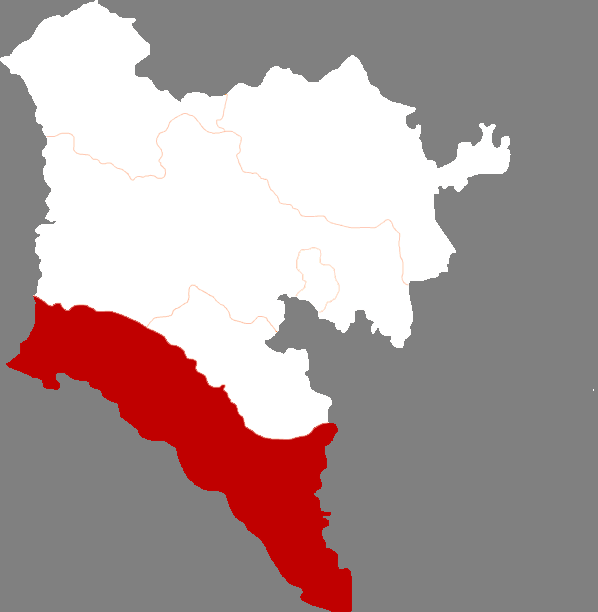
Lage des Mittleren Horqin-Banners des Rechten Flügels im Hinggan-Bund

Das Mittlere Horqin-Banner des Rechten Flügels (chinesisch 科尔沁右翼中旗, Pinyin Kē’ěrqìn Yòuyì Zhōng Qí, kurz: 科右中旗,  Kēyòuzhōng Qí; mongolisch ᠬᠣᠷᠴᠢᠨ ᠪᠠᠷᠠᠭᠤᠨ ᠭᠠᠷᠤᠨ ᠳᠤᠮᠳᠠᠳᠤ ᠬᠣᠰᠢᠭᠤ Qorčin Baraɣun Ɣarun Dumdadu qosiɣu) ist ein Banner im Nordwesten des Hinggan-Bundes im Nordosten des Autonomen Gebiets Innere Mongolei der Volksrepublik China. Das Banner hat eine Fläche von 15.613 km² und zählt ca. 240.000 Einwohner.

## Administrative Gliederung
Auf Gemeindeebene setzt sich das Mittlere Horqin-Banner des Rechten Flügels aus sechs Großgemeinden, sechs Sum, zwei Minenbezirken, einer Staatsfarm und einer Staatsweide zusammen. Diese sind:
| Großgemeinde Bayan Huxu (巴彦呼舒镇), Hauptort, Sitz der Bannerregierung; Großgemeinde Barun Jirem (巴仁哲里木镇); Großgemeinde Durelj (杜尔基镇); Großgemeinde Golin Baixing (高力板镇); Großgemeinde Hoyar Sum (好腰苏木镇); Großgemeinde Tule Mod (吐列毛都镇); Sum Bayan Mangh (巴彦茫哈苏木); Sum Bayan Nur (巴彦淖尔苏木); | Sum Daiqin Tal (代钦塔拉苏木); Sum Emting Gol (额木庭高勒苏木); Sum Har Nur (哈日诺尔苏木); Sum Xin Jam (新佳木苏木); Minenbezirk Budun Hua (布敦化矿区工作部); Minenbezirk Mengen Tolog (孟恩套力盖矿区工作部); Staatsfarm Tule Mod (吐列毛杜农场); Staatsweide Budun Hua (布敦化牧场). |